# Hyphalia viridaria
Hyphalia viridaria är en fjärilsart som beskrevs av Stoll 1781. Hyphalia viridaria ingår i släktet Hyphalia och familjen mätare. Inga underarter finns listade i Catalogue of Life.